# 古代少女ドグちゃん
『古代少女ドグちゃん』（こだいしょうじょドグちゃん）は、毎日放送で放送された特撮テレビドラマ。
本項では、姉妹編（事実上の続編）となる『古代少女隊ドグーンV』（こだいしょうじょたいドグーンファイブ）についても触れる。

## 古代少女ドグちゃん
『古代少女ドグちゃん』は、2009年10月7日から同年12月23日まで毎日放送で毎週水曜日25:25 - 25:55（木曜日未明1:25 - 1:55、JST）に放送された特撮テレビドラマ。谷澤恵里香は本作品が連続ドラマ初出演・初主演となる。
劇場映画化もされ、2010年2月20日より東京都のシネマート新宿などで上映された。

### あらすじ
1万年前の世界から目覚めた土偶の神様・ドグちゃんが現代社会の歪みが生みだした妖怪と戦いながら、引きこもりの少年・誠の心を開いていくホラーコメディ。

### 登場人物

#### レギュラー
- ドグちゃん - 谷澤恵里香（アイドリング!!!）
  - 土偶の神様。縄文時代の妖怪ハンターでもあり、自身の胸に誠がつまずいたことによって1万年の眠りから目覚める。嗅覚に優れており、妖怪の気配を察知する。能天気な性格で、誠を自分の僕とし、妖怪退治に奔走する。木の枝が好物だったが、後に納豆などの穀物も口にするようになる。普段は土偶をイメージしたビキニ風のコスチュームを纏っているが、誠と共に行動する際は小百合が学生時代に着ていたセーラー服を着用する。主な武器はドグちゃんソードとドロドロボール。必殺技は胸の中に妖怪を封印するドキドキウェーブだが、確実に自らの命を縮めてしまうものである。
- ドキゴロー - （声）朴璐美
  - ドグちゃんと行動を共にする土偶姿の相棒で、謙三により発掘される。豊富なデータに基づいて妖怪の性能分析や検索が可能で、妖怪と戦う時には分解し、ドグちゃんのプロテクターとなる。また、瞬時に人間を別の場所に転送するドキドキワープを得意とする。「〜ドキ」を語尾につける。
- 杉原誠 - 窪田正孝
  - 高校1年生。小百合の死後、学校にも行かず、引きこもりになっている。謙三に連れられた遺跡発掘現場で、ドグちゃんを発見して以来、強制的に彼女の僕にさせられ、妖怪退治を手伝うことに。ドグちゃんを発見した時に地面から見えて光を放っていた彼女の胸に触れた際、右の掌に渦巻き型の火傷をしたが（ただし火傷の痕はすぐに消えた）、ドグちゃんが「ウララ〜」の呪文を唱えると、右の掌にその火傷の痕が刻印となって浮き上がって高熱を発する。レバーが苦手なためか、レバニラ炒めはレバー抜きで注文する。
- 宍戸紀美香 - 桐島里菜
  - 誠の同級生で、学級委員長。誠にほのかな想いを寄せている。
- 門間慎太郎 - 柄本時生
  - 誠の同級生で、唯一の親友。巨乳好きでお調子者。
- 杉原謙三 - 上川隆也
  - 誠の父親で考古学者。ドグちゃんとドキゴローを杉原家に住まわせ、生態を観察している。
- 杉原小百合 - 斉藤由貴（第1話は写真出演）
  - 誠の母親。5年前に誠の誕生日プレゼントを取り替えに行った帰りに交通事故で亡くなっている。

#### ゲスト
- ウオナ / 鯉びと - ソニン（第1話）
- 棟方朔美 / ちちでか - 穂花（第2話）
- 写真集の少女 - 滝口ミラ（アイドリング!!!/友情出演）（第2話）
- 校長先生 - 綾田俊樹（第2話）
- 五味五郎 / 放置自転車 - 田口浩正（第3話）
- 町田老人 - 藤村俊二（第3話）
- 水之江小町 - 山田キヌヲ（第4話）
- 鬼瓦権三 - 村松利史（第4話）
- 仁科あゆみ - 汐見ゆかり（第4話）
- 仮面の男 - 芦田昌太郎（第4話）
- 磯部洋介 - 駿河太郎（第5話）
- 皆川由紀 - 宮下ともみ（第5話）
- 浅川昇 / カニ光線 - 井口昇（第5話）
- 佐山淳一 - 斉木しげる（第6話）
- 北川茉莉香 - 岡野真那美（第6話）
- 佐山ゆり - 上田愛美（第6話）
- 幼い頃のゆり - 柳下花恋（第6話）
- 佐山美優 - 青山碧（第6話）
- イリヤ - 安達祐実（第7話）
- 田辺栄太郎 - 高橋和也（第7話）
- 総理大臣 - 杉作J太郎（第7話）
- 宍戸剛 - 中本賢（第8話）
- 宍戸美枝子 - 石野真子（第8話）
- ウオヤ - 竹中直人（第8話）
- 鯉しくて - 松浦祐也（第8話）
- ユカリ - 大沢逸美（第9話）
- クリスチーネ - 佐藤真弓（第9話）
- 宮本可奈子 / 親もどき - 美保純（第10話）
- 宮本万里 - 高良光莉（第10話）

### スタッフ
- 企画・プロデュース：登坂琢磨
- 原案：井口昇
- 監督：井口昇、豊島圭介、清水崇、三宅隆太、登坂琢磨
- 脚本：井口昇、継田淳、三宅隆太、加藤淳也、登坂琢磨
- 特殊造形：西村喜廣
- VFXスーパーバイザー：鹿角剛司
- 音楽・音響効果：石井雅子
- 撮影監督：長野泰隆（J.S.C.）
- 照明：安部力
- 録音：鈴木昭彦
- 美術：福田宣
- アクション：鈴村正樹
- 衣装スタイリスト：吉田実穂、野村千名美
- ヘア＆メイク：リョータ
- 製作担当：内山亮
- 助監督：井上雄介
- 編集：和田剛、山田宏幸
- 協力：西村映造、スタジオ・バックホーン、オフィスハラ、APEX、宗特機、フェネック、DTJ、シネマポルト
- 美術衣装協力：KDDI
- イラスト：江口寿史
- 製作協力：有限会社サムシングクリエイション
- 制作：毎日放送、キングレコード
- 製作：古代少女製作委員会

### エンディングテーマ
- 電気グルーヴ「誰だ!」（キューンレコード）

### 放送日・サブタイトル
| 話数              | 放送日（毎日放送） | サブタイトル                 | 脚本            | 監督     |
| ----------------- | ------------------ | ---------------------------- | --------------- | -------- |
| 第1話             | 10月7日            | 妖怪 鯉びと 登場             | 継田淳          | 井口昇   |
| 第2話             | 10月14日           | 妖怪 ちちでか 登場           | 継田淳          | 井口昇   |
| 第3話             | 10月21日           | 妖怪 放置自転車 登場         | 加藤淳也        | 登坂琢磨 |
| 第4話             | 10月28日           | 妖怪 無礼香 登場             | 三宅隆太        | 豊島圭介 |
| 第5話             | 11月4日            | 妖怪 カニ光線 登場           | 三宅隆太 清水崇 | 清水崇   |
| 第6話             | 11月11日           | 妖怪 人形つかい 登場         | 三宅隆太        | 三宅隆太 |
| 第7話             | 11月18日           | 妖怪 ぴ〜おん 登場           | 加藤淳也        | 豊島圭介 |
| 第8話             | 11月25日           | 妖怪 鯉しくて 登場           | 井口昇          | 豊島圭介 |
| 第9話             | 12月2日            | 妖怪 肉食姉妹 登場           | 加藤淳也        | 豊島圭介 |
| 第10話            | 12月9日            | 妖怪 親もどき 登場           | 登坂琢磨        | 登坂琢磨 |
| 第11話            | 12月16日           | 妖怪 まぶたの母 登場（前編） | 継田淳          | 井口昇   |
| 第12話 （最終話） | 12月23日           | 妖怪 まぶたの母 登場（後編） | 継田淳          | 井口昇   |

### 放送局
| 放送対象地域 | 放送局              | 放送期間                       | 放送日時           | 備考   |
| ------------ | ------------------- | ------------------------------ | ------------------ | ------ |
| 近畿広域圏   | 毎日放送（MBS）     | 2009年10月7日 - 12月23日       | 水曜 25:25 - 25:55 | 制作局 |
| 福岡県       | RKB毎日放送（RKB）  | 2009年10月19日 - 2010年1月18日 | 月曜 26:30 - 27:00 |        |
| 高知県       | テレビ高知（KUTV）  | 2010年1月12日 - 3月30日        | 火曜 23:59 - 24:29 |        |
| 中京広域圏   | 中部日本放送（CBC） | 2010年1月22日 - 4月23日        | 金曜 26:25 - 26:55 |        |

### DVD
- 古代少女ドグちゃん ドキドキパック（上）（期間限定版・2009年12月23日発売）
- 古代少女ドグちゃん ドキドキパック（下）（期間限定版・2010年2月24日発売）

### 映画
『きょーれつ! もーれつ! 古代少女ドグちゃんまつり! スペシャルムービー・エディション』のタイトルで、2010年2月20日より2週間限定でシネマート新宿で上映された他、3月27日より大阪・梅田テアトルと名古屋シネマスコーレ、5月15日より札幌・マリオンシネマ、7月3日より福岡・天神シネマでも上演。テレビドラマの再編集版とパイロット版の2本立てに幕間の新作パートを挟む構成となっている。
パイロット版は設定やキャストなどがテレビシリーズとは異なる。公開された第1話「妖怪キモスイ」の後、ドグちゃんが巨大化する第2話「妖怪ゴーモン」の制作も予定されていた。
2010年4月21日にDVDが発売された。

#### 出演

##### テレビドラマ再編集版
- ドグちゃん - 谷澤恵里香
- ドキゴロー（声） - 朴璐美
- 杉原誠 - 窪田正孝
- 宍戸紀美香 - 桐島里菜
- 門間慎太郎 - 柄本時生
- 杉原小百合 - 斉藤由貴
- 杉原謙三 - 上川隆也

##### パイロット版
- ドグちゃん - 亜紗美
- ドキゴロー - 斎藤工
- 杉原誠 - 石川ゆうや
- 杉原謙三 - 大堀こういち
- 謎の少女 - 谷澤恵里香

#### スタッフ（映画）
- 企画：登坂琢磨
- 原案・総監督・構成：井口昇
- 脚本：継田淳・三宅隆太
- 協力：豊島圭介・清水崇・加藤淳
- 特殊造形・キャラクターデザイン・パイロット版監督：西村喜廣
- VFXスーパーバイザー：鹿角剛司
- イラスト：江口寿史
- テーマソング：電気グルーヴ「誰だ!」（キューンレコード）
- 配給・宣伝：日活
- 企画・制作：毎日放送・キングレコード

## 古代少女隊ドグーンV
『古代少女隊ドグーンV』は、2010年10月6日から同年12月22日まで毎日放送で毎週水曜日25:35 - 26:05（木曜日未明1:35 - 2:05、JST）に放送された特撮テレビドラマ。『古代少女ドグちゃん』の続編であり、今回は5人組（指導役のドグちゃんも入れると6人組）の戦隊ものになった。
映像の一部でアナグリフ方式による3D映像が採用される。また、冒頭の出演者字幕はスーパー戦隊シリーズ（テレビ朝日系列）を意識した石井太ゴシック体（写研製）で表示されている。

### あらすじ（ドグーンV）
趣味も性格もバラバラな5人の見習い妖怪ハンター・ドジちゃん、ドロちゃん、ドカちゃん、ドレちゃん、ドリちゃんを一人前の妖怪ハンターにすべく、伝説の戦士・ドグちゃんが降臨し、彼女たちに妖怪退治を指導するために人間界で実習を行う。

### 登場人物（ドグーンV）

#### レギュラー（ドグーンV）
- ドジちゃん - 桃瀬美咲
  - 見習い妖怪ハンター。1万2歳。3年前に九州の遺跡で雄三に発見され、雄三の元で面倒を見てもらっていた。自身のドジが原因で発掘用の爆弾を爆発させて大怪我を負い、傷を治すために中庭の土の中に埋められていた。恥ずかしがり屋で「なんだかなぁ」が口癖。夢の中で、将来の夫が翔太だということがわかった。また、無礼香EXを一回すったら免疫がつくという能力を見せた。料理の腕は一人前だが、人間レベルではないドジで、失敗すると専用土下座台で土下座する。胸のビキニに若葉マークが入っているが、戦闘時は他の見習い妖怪ハンターの力を借りて、茶色のビキニから赤いビキニに変わる。武器は初大剣。見習い妖怪ハンターで唯一ドキドキウェーブを使える。セーラー服のスカーフの色は赤。翔太をかばって妖怪最終貝の貝柱に自らなり、宇宙の果てに転送されていった。なお、その際に翔太に、最終貝の倒し方を調べてほしいと願うと同時に、戻ってきたらずっと暮らそうと約束をした。
- ドロちゃん - 武田梨奈
  - 見習い妖怪ハンター。泥仕合と泥沼恋愛はお手のものの武闘派。表面は口が悪いが、仲間のことを一番に考えている。武器はドロドロマグナム。セーラー服のスカーフの色は緑。最終貝に最後に殺された。
- ドカちゃん - 野元愛（アイドリング!!!）
  - 見習い妖怪ハンター。ドグーンVでは最年少で、関西弁で話す。大食いで怪力の持ち主。他の皆がアルバイトで失敗したりしていたのに対し、彼女だけは現場のおじさんと元気に働いていた。胸のビキニは右胸が食べ物、左胸が飲み物入れになっている。セーラー服のスカーフの色は黄色。最終貝との戦いで、ドジちゃんが謝ったことにより、攻撃を受けて死亡してしまう。
- ドレちゃん - 吉川まりあ
  - 見習い妖怪ハンター。セクシーなナース。胸のビキニはキーボードになっていて、匂いの分析や超濃度の塩水やバリウムを処方できる。セーラー服を着用する他の見習い妖怪ハンターとは異なり、ナース服を着用する。最終貝に最初に殺されてしまう。
- ドリちゃん - 團遥香
  - 見習い妖怪ハンター。いつも夢見がちで写真が好き。妖怪森ガール戦では、自分の身代わりをしたドロちゃんを助けるべく、いつものお淑やかさをすてて、敵に噛みついた。武器はドグーンフラワーと手裏剣にもなるベレー帽。セーラー服のスカーフの色はピンク。最終貝になんかムカつくという理由で殺されてしまう。
- ドグちゃん - 谷澤恵里香（アイドリング!!!）
  - 伝説の妖怪ハンター。見習い妖怪ハンターたちの力で再び降臨。見習い妖怪ハンターたちを一人前にすべく指導する。普段はエネルギーの無駄遣いを防ぐため、神棚にいる。かつて人間と関わっていたこともあり、よく他の妖怪ハンターから「人間て最低」などの意見がでると、「それは一部の人だけよ」と否定することが多々ある。
- ドキゴロー（声） - 朴璐美（第1話）
  - ドグちゃんと行動を共にする土偶姿の相棒。
- シャシャ爺（声） - 朴璐美
  - 土偶管理部長で、おもにドリちゃんと行動を共にする土偶。カメラ機能の他に、ドキゴロー同様、妖怪分析が可能。
- 月宮翔太 - 鈴木勝吾
  - 国怒館大学2年生。20歳。バイトをクビになったばかりで、雄三の家に引っ越す。合コン好き。中庭で偶然ドジちゃんを見つけたことから、見習い妖怪ハンターたちと同居することになる。共に暮らしていく中で、ドジちゃんとは恋仲になっていく。最後は、転送機で最終貝の貝柱となったドジちゃんたちごと宇宙の果てに涙ながらに転送した。総てが終わってからは、最終貝を倒すヒントを探して世界の様々な場所に行っている。
- 月宮雄三 - 西郷輝彦（特別出演）
  - 翔太の父親で自称・妖怪研究家。妻と離婚後、一軒家で暮らす。3年前に土の中からドジちゃんを発見して面倒を見るが、第1話の時点では既に事故死で亡くなっていることになっていた。実は封印の限界を超えていた妖怪最終貝の貝柱をドジちゃんが折ってしまい、自ら貝柱の代わりに支えていた。跡継ぎを自分の息子にさせるつもりだったため、ドジちゃんには、翔太に残り少ない人生の中で家庭の様子を味わわせてくれと頼んでいた。ドジちゃんが胸から映し出す3D映像で蘇ることができる。

#### 技（ドグーンV）
- ドキドキウェーブ
  - ドグちゃん（第一話）、ドジちゃんが使用する必殺技。作中はほとんどこの技で妖怪を倒す。たいていの場合は、赤いビキニをつけた後、ドジちゃんが「ドキドキ！ウェーブ」といってから、胸のビキニがはずれて、妖怪を吸い取る。そして、技の終了時はドジちゃんが「うぇー、胸一杯！」といった後ドロちゃんが「いい感じだね！」と、一声かける。しかし、妖怪ドカチンの回では、空気を読んだドジちゃんが胸一杯を言い掛けてやめた。ドジちゃんは、この技で妖怪を吸い過ぎたため、一時期胸が痛かった。ちなみに、技の後の台詞の言い回しは、ドグチャンのドキドキウェーブと同じである。

#### ゲスト（ドグーンV）
- 妖怪ゴーコン - 芦名星（第1話）
- 妖怪ゴーコンの分身 - 美華、今野杏南、上田愛美、奈沙（第1話）
- ハルキ - 福地祐介（第1話）
- 大槻ケンヂ（本人役、第2話）
- ノゾミ - 和川未優（第2話）
- カナエ - 新実菜々子（第2話）
- タマエ - 村田唯（第2話）
- 妖怪ミート君 - 手塚祐介（声の出演、第2話）
- 大和課長 / 妖怪スキンシップ - 斎藤歩（第3話）
- OL - 森奈みはる、宮下ともみ、泉ケイ（第3話）
- サキ - 水井真希（第3・11話）
- 部長 - 勢至郎（第3話）
- 工事現場の作業員 - こまつよしお（第3・11話）
- 轡田 / 仮面の男 - 和田聰宏（第4話）
- 無礼香クイーン - 大門真紀（声の出演、第4話）
- ヤクザ - 五十嵐明（第4話）
- 「歌のトップ☆テン」MC - 岸建太朗（第4話）
- アイドル歌手 - 大谷澪（第4話）
- 大家 - ワニ完才（第4話）
- 妖怪森ガール - 谷桃子（第5話）
- なんちゃって森ガール - 雨坪春菜、浅野光、永峰絵里加（第5話）
- ヒトシ - 鈴木福（第6話）
- 杉原さん - 谷澤恵里香（第6話〔二役〕）
- 臼井幸子 - 伊藤裕子（第7話）
- 妖怪こんにちは青ちゃん - 佐藤真弓（第7話）
- ドカちん（妖怪ドカコング） - 野添義弘（第8話）
- 土崎 / シャコーズα - 神楽坂恵（第9話）
- シャコーズβ - 谷山尚未（第9話）
- シャコーズκ - 藤田房代（第9話）
- 翔太の友人 - 北田靖真（第9話）
- 翔太と同じ講義を受けた生徒 - 久保翔（第9話）
- 篠原哲也教授 - 豊島圭介（第9話、ノンクレジット）
- 江藤妙子 - 霧島れいか（第10話）
- 谷山哲夫 - 升毅（第10話）
- 江藤新一 - 市川しんぺー（第10話）
- バート - たくや（ザ・たっち、第10話）
- ゴードン - かずや（ザ・たっち、第10話）
- 貝マン - 水野美紀（第11・最終話）
- マグちゃん - 亜紗美（最終話）

### スタッフ（ドグーンV）
- 企画・プロデュース：登坂琢磨
- 原案：井口昇
- 監督：井口昇、西村喜廣、豊島圭介、継田淳、三宅隆太、鹿角剛司、登坂琢磨、井上雄介
- 脚本：継田淳、井口昇、三宅隆太、加藤淳也
- 特殊造形/キャラクターデザイン：西村喜廣
- VFXスーパーバイザー：鹿角剛司
- アクションコーディネーター：カラサワイサオ
- 制作協力：サムシングクリエイション
- 企画・制作：毎日放送、キングレコード
- 製作：ドグーンV製作委員会

### 主題歌（ドグーンV）
- ドグーンV with ドグちゃん「爆破せよ!ドグーンV」
  - 作詞：井口昇、作曲・編曲：福田裕彦

### 放送日・サブタイトル（ドグーンV）
| 話数              | 放送日（毎日放送） | サブタイトル                 | 脚本          | 監督     |
| ----------------- | ------------------ | ---------------------------- | ------------- | -------- |
| 第1話             | 10月6日            | 妖怪 ゴーコン 登場           | 継田淳 井口昇 | 井口昇   |
| 第2話             | 10月13日           | 妖怪 筋肉少女隊 登場         | 継田淳        | 井口昇   |
| 第3話             | 10月20日           | 妖怪 スキンシップ 登場       | 継田淳        | 西村喜廣 |
| 第4話             | 10月27日           | 妖怪 無礼香EX 登場           | 三宅隆太      | 継田淳   |
| 第5話             | 11月3日            | 妖怪 森ガール 登場           | 三宅隆太      | 豊島圭介 |
| 第6話             | 11月10日           | 妖怪 未来の想い出 登場       | 三宅隆太      | 三宅隆太 |
| 第7話             | 11月17日           | 妖怪 こんにちは青ちゃん 登場 | 加藤淳也      | 豊島圭介 |
| 第8話             | 11月24日           | 妖怪 ドカちん 登場           | 加藤淳也      | 井上雄介 |
| 第9話             | 12月1日            | 宇宙少女隊シャコーズIII 登場 | 継田淳        | 鹿角剛司 |
| 第10話            | 12月8日            | 妖怪 巨大団地妻 登場         | 加藤淳也      | 登坂琢磨 |
| 第11話            | 12月15日           | 妖怪 最終貝 登場（前編）     | 継田淳        | 西村喜廣 |
| 第12話 （最終話） | 12月22日           | 妖怪 最終貝 登場（後編）     | 継田淳        | 井口昇   |

### 放送局（ドグーンV）
| 放送対象地域 | 放送局              | 放送系列  | 放送期間                       | 放送日時           | 備考   |
| ------------ | ------------------- | --------- | ------------------------------ | ------------------ | ------ |
| 近畿広域圏   | 毎日放送（MBS）     | TBS系列   | 2010年10月6日 - 12月22日       | 水曜 25:35 - 26:05 | 制作局 |
| 東京都       | TOKYO MX            | 独立UHF局 | 2010年10月7日 - 12月23日       | 木曜 25:30 - 26:00 |        |
| 福岡県       | RKB毎日放送（RKB）  | TBS系列   | 2010年10月23日 - 2011年1月29日 | 土曜 26:45 - 27:15 |        |
| 中京広域圏   | 中部日本放送（CBC） | TBS系列   | 2010年11月27日 - 2011年2月12日 | 土曜 26:43 - 27:13 |        |

### DVD（ドグーンV）
- 古代少女隊ドグーンV ドキドキBOX（期間限定版・2011年2月9日発売）